# 伍氏仿厚蟹
伍氏仿厚蟹（学名：Helicana wuana）为方蟹科仿厚蟹属的动物。分布于朝鲜南部以及中国大陆的广东、福建、山东、渤海湾、辽东湾等地，生活环境为海水，多穴居于泥滩或泥岸上。

## 物種分類
伍氏仿厚蟹原名伍氏厚蟹，於1980年仿厚蟹屬從厚蟹屬分離出來後，被歸類於仿厚蟹屬下的一種，因此改為伍氏仿厚蟹。